# Sergei Jurjewitsch Filin

Sergei Filin (2011)

Sergei Jurjewitsch Filin (russisch Сергей Юрьевич Филин; * 27. Oktober 1970 in Moskau) ist ein ehemaliger sowjetischer bzw. russischer Balletttänzer und Leiter des Bolschoi-Balletts.

## Laufbahn
Filin erhielt seine Ausbildung an der Bolschoi-Ballett-Akademie. 1988 wurde er Tänzer am Bolschoi-Theater, 1990 Solotänzer. Er arbeitete auch beim Georgischen Staatsballett Tiflis und als Gast an der Staatsoper Wien.
2001 wurde er zum Volkskünstler Russlands ernannt. Filin war Ballettdirektor des Stanislawski-Nemirowitsch-Dantschenko-Musiktheaters in Moskau und wurde im März 2011 zum künstlerischen Direktor des Bolschoi-Balletts berufen.
2015 wurde der Vertrag des Bolschoi-Theaters mit Filin nicht mehr verlängert.
Der zum zweiten Mal verheiratete Filin hat drei Söhne.
Der Tänzer Nikolai Ziskaridse warf Filin 2021 in einem Interview vor, sexuelle Übergriffe in den Reihen des Bolschoi-Balletts vertuscht zu haben.

## Säureattentat
Am 17. Januar 2013 wurde Filin vor seiner Wohnung von einem unbekannten Maskierten mit Kapuze bei einem Säureattentat schwer verletzt; er erlitt Verätzungen an Kopf, Hals und Augen. Vor dem Anschlag gab es bereits ständig Drohungen, seit Filin den einflussreichen Posten des Direktors des Bolschoi-Balletts erhielt. Seine Internetseite wurde gehackt und mit Beleidigungen versehen, seine Autoreifen zerstochen. Nach dem Anschlag erklärte Filin, er sei „absolut sicher“, wer hinter dem Anschlag stecke, nannte aber öffentlich keine Namen. Behandelt wurde er in Moskau; am 4. Februar 2013 wurde er für eine Reha nach Aachen gebracht. Am 6. März 2013 gab die Moskauer Polizei bekannt, dass drei festgenommene verdächtige Personen den Säure-Angriff auf Filin gestanden hätten und benannte den Bolschoi-Solotänzer Pawel Dmitritschenko als mutmaßlichen Auftraggeber. Nach Angaben des Innenministeriums soll Dmitritschenko dem Attentäter 50.000 Rubel (rund 1.250 Euro) gezahlt haben. Gegen ihn sowie zwei weitere Männer wurde Haftbefehl erlassen, da Fluchtgefahr bestehe. Am 3. Dezember 2013 wurde Dmitritschenko von einem Moskauer Gericht zu 6 Jahren Haft verurteilt. Dieser gab vor Gericht an, er habe sich von Filin bei der Vergabe großer Rollen übergangen gefühlt. Schon als die beiden noch Tänzer waren, hatten beide oftmals rivalisierende Rollen inne. Der eigentliche Täter, Juri Saruzki, wurde zu 10 Jahren Gefängnis verurteilt, und der Fahrer, Andrei Lipatow, zu 4 Jahren. Die drei Täter müssen Filin zudem ein Schmerzensgeld von 3,5 Mio. Rubel (ca. 78.000 Euro) bezahlen. Filin erlitt bei dem Attentat schwere Verätzungen im Gesicht und verlor teilweise seine Sehkraft. Dmitritschenko wurde 2016 vorzeitig aus der Haft entlassen.
Die Ereignisse sind Gegenstand der Dokumentation Bolschoi Babylon, die am 14. September 2015 ihre Premiere beim Internationalen Filmfestival Toronto hatte und auch in Deutschland veröffentlicht wurde.